# 17919 Licandro
17919 Licandro è un asteroide della fascia principale. Scoperto nel 1999, presenta un'orbita caratterizzata da un semiasse maggiore pari a 2,2364366 au e da un'eccentricità di 0,2536582, inclinata di 4,92730° rispetto all'eclittica.
L'asteroide è dedicato all'astronomo spagnolo Javier Licandro.